# Krik (artysta)
Krik (właśc. Łukasz Krajewski) – artysta streetartowy, grafficiarz. Działalność artystyczną rozpoczął w 1998 roku. Członek i współzałożyciel gdańskiej grupy MW (Most Wanted). Znany z tworzenia charakterystycznych, humorystycznych i surrealistycznych postaci w czarno-białej kolorystyce.
Założyciel Layup Gallery, współpracował m.in. z Centrum Sztuki Współczesnej „Łaźnia”. Oprócz pracy w przestrzeni miejskiej podejmował również współpracę z markami odzieżowymi przy tworzeniu kolekcji w tematyce sztuki ulicznej (m.in. CROPP).
W wielu publikacjach przeglądowych i albumach o graffiti wymieniany jako jeden z zauważalnych przedstawicieli nurtu.

## Wystawy
| Rok  | Wystawa                                    | Źródło |
| ---- | ------------------------------------------ | ------ |
| 2015 | Pocztówka z Trojmiasta – Galeria Żak       | [ 8 ]  |
| 2019 | FreeDom Gallery Szczecin                   | [ 9 ]  |
| 2020 | Krik's World Box – WORLDBOX C.H. Manhattan | [ 10 ] |
| 2023 | Urban Art Area 3 – Leonarda Art Gallery    | [ 11 ] |